# Feliks
Feliks je moško osebno ime.

## Izvor imena
Ime Feliks izhaja iz latinskega imena Felix. To ime razlagajo iz latinskega pridevnika felix, v rodilniku felicis, ki pomeni »ploden, rodoviten; uspešen, srečen«.

## Izpeljanke imena
- moške oblike imena: Felix, Felko, Srečko, Srečo
- ženske oblike imena: Feliksa, Srečka, Felicita

## Pogostost imena
Po podatkih Statističnega urada Republike Slovenije je bilo na dan 31. decembra 2007 v Sloveniji 839 oseb z imenon Feliks.

## Osebni praznik
V našem koledarju z izborom svetniških imen, udomačenih med Slovenci in njihovimi godovnimi dnevi po novem bogoslužnem koledarju je ime Feliks zapisano 7 krat. Pregled godovnih dni v katerih poleg Feliksa godujejo še Srečko  ter osebe katerih imena nastopajo kot različice navedenih imen.
- 14. januar, Feliks Nolanski, duhovnik († 14. jan. okoli leta 250)
- 11. junij, Feliks, ogrski mučenec
- 12. julij, Feliks, mučenec († 12. jul. v 4. stoletju)
- 29. julij, Feliks, mučenec
- 30. avgust, Feliks, mučenec
- 24. oktober, Feliks, škof in mučenec († 24. okt. 303)
- 20. november, Feliks Volaški, redovnik († 20. nov. 1212 /?/)

## Izpeljani priimki
Iz imena Feliks so nastali priimki: Fale, Fele, Feletič, Felič, Felc

## Znane osebe
- Feliks Baumgartner, avstrijski padalec
- Feliks Anton (Janez Demascen) Dev, slovenski pesnik, prevajalec in urednik
- Feliks Edmundovič Dzeržinski, poljsko-ruski boljševik
- Feliks Puncer, Maistrov borec za severno mejo
- Feliks Rezdrih, partizan prvoborec
- Feliks Suk, duhovnik in pedagog